# George Bass
Pour les articles homonymes, voir Bass.
George Bass (prononcé en anglais : [dʒɔːdʒ bæs]; né le 30 janvier 1771 à Aswarby, un hameau près de Sleaford dans le Lincolnshire ; disparu en mer, sans doute en 1803) est un chirurgien dans la marine britannique. Il fut un des premiers explorateurs européens de l'Australie.

## Jeunesse
Il  fit ses études secondaires à la célèbre "Boston Grammar School" puis ses études de médecine à la faculté de Boston. Il obtint son diplôme en 1789 et entra comme chirurgien dans la marine royale anglaise en 1794. Il arriva à Sydney en Australie avec Matthew Flinders sur le Reliance en février 1795. Tous deux, accompagnés de William Martin, explorèrent Botany Bay et Georges River. En 1796, ils explorèrent Port Hacking.

## Exploration des côtes de l'Australie méridionale
En 1797, dans une petite baleinière avec six hommes d'équipage, Bass navigua jusqu'à Cap Howe, le cap à la pointe sud-est de l'Australie. De là, ils allèrent vers l'ouest le long des côtes de l'actuel Gippsland jusqu'à la baie de Westernport. Bass croyait qu'un détroit séparait le continent de "Van Diemen's Land" (l'actuelle Tasmanie) mais ils durent faire demi-tour par suite des forts courants et de la présence du cap Wilson qui s'avançant profondément vers le sud ouest barra leur route.
En 1798, il put vérifier enfin sa théorie quand, accompagné de Flinders, sur le  sloop Norfolk, ils purent faire le tour de l'actuelle Tasmanie. Au cours de ce voyage Bass explora l'estuaire de la Derwent River, où par la suite devait être créée en 1803 la ville de Hobart, l'actuelle capitale de la Tasmanie, sur la foi de son rapport. À leur retour à Sydney, Flinders proposa au gouverneur John Hunter que le passage entre continent et Tasmanie soit appelé détroit de Bass.
Bass était aussi un zoologiste et un botaniste passionné et il envoya quelques-unes de ses découvertes à Sir Joseph Banks à Londres. Il fut fait membre honoraire de la "Society for Promoting Natural History", qui devait devenir plus tard la Société linnéenne de Londres. Quelques-unes de ses observations furent publiées dans le second volume de David Collins: An Account of the English colony in New South Wales. Il fut ainsi l'un des premiers à décrire le wombat.
Bass a visité aussi la région de Kiama et prit beaucoup de notes sur la complexité de sa flore et sur le phénomène surprenant que constitue le geyser marin de Kiama, remarquant que la région environnante avait un sol volcanique  et contribuant ainsi pour beaucoup à la compréhension du phénomène.
Back retourna en Angleterre où il épousa Elizabeth Waterhouse, la sœur du capitaine du Reliance. Mais moins de trois mois après il reprit la mer et bien qu'il écrivit des lettres très affectueuses à sa femme, il savait fort bien qu'il ne reviendrait pas.

## Négociant colonial
Bass et un groupe d'amis avaient investi 10 000£ dans un chargement de cuivre et de marchandises qui, embarqués sur le "Venus", devaient être emportées et vendues à Port Jackson (l'actuelle Sydney). Bass était le commandant et le propriétaire de l'ensemble qui prit la mer au début 1801.
En passant par le détroit qui porte son nom, il nota simplement qu'il était passé par le détroit de Bass sans y préciser qu'il s'agissait de lui-même.
À son arrivée, Bass trouva une ville débordant de marchandises et fut incapable de vendre sa cargaison. Le gouverneur King appliquait à l'époque un programme strict d'économie et refusa de prendre les marchandises dans les magasins d'état même à moitié prix. King proposa à Bass d'aller chercher de la viande de porc salée à Tahiti. En effet, la nourriture était rare à l'époque à Sydney et les prix s'étaient envolés alors qu'il y avait de grandes quantités de porc dans les îles de la Société et King proposa un contrat pour lui acheter sa viande à 6 pence par livre alors qu'elle en valait 12 au cours du jour. L'accord faisait faire des économies au gouverneur et était financièrement intéressant pour Bass..
Bass obtint aussi des droits de pêche dans les eaux baignant la Nouvelle-Zélande mais il ne pouvait lancer son commerce sans retourner en Angleterre. Bass et Flinders continuaient à voyager mais chacun séparément, leurs dates de voyage ne coïncidant pas.

## Sa disparition
Il partit à bord de la "Venus" pour un nouveau voyage le 5 février 1803 et ne fut jamais revu. Il était parti de nouveau pour Tahiti acheter de la viande de porc et peut-être passa-t-il par le Chili, alors colonie espagnole pour acheter des marchandises à ramener en Australie.
On suppose que Bass avait organisé un trafic de contrebande avec le Chili. En effet, l'Espagne réservait l'importation de marchandises dans ses colonies aux seuls marchands et navires espagnols mais ceux-ci étaient incapables de satisfaire à la demande ce qui avec les taxes rendait les prix prohibitifs dans les colonies et encourageait la contrebande des navires étrangers. Port Jackson était une base bien connue de ce trafic mais comme les relations entre la Grande-Bretagne et l'Espagne n'étaient pas très amicales à l'époque, les autorités britanniques n'étaient pas trop regardantes.
Or il restait à Bass encore beaucoup des marchandises qu'il avait importées d'Angleterre à vendre et il fut certainement tenté de les écouler au Chili. Deux de ses dernières lettres parlent de commerce dans un lieu qu'il ne pouvait nommer. Quoi qu'il en soit, il avait embarqué en 1803 avec un laissez-passer officiel du gouverneur King attestant qu'il ne devait naviguer que le long des côtes de l'Amérique du Sud pour se procurer des marchandises.
Les mois passant sans aucune nouvelle de sa part, le gouverneur et ses amis furent obligés d'admettre qu'il lui était arrivé malheur. En janvier 1806, il fut considéré officiellement comme disparu en mer et l'année suivante sa veuve perçut une pension avec effet rétroactif en juin 1803.